# Кобылиньская, Моника
Моника Кобылиньская (пол. Monika Kobylińska; род. 9 апреля 1995 года) — польская гандболистка, правый полусредний клуба «ЦСМ Бухарест» и сборной Польши.

## Биография

### В клубе
Кобылиньская, которая изначально играла на позиции правого защитника, тренировалась и выступала за молодёжную команду SMS Gliwice, откуда в 2013 году перешла в СМС Плок. Затем она подписала контракт с клубом ГТПР Гдыня, в составе которого выиграла чемпионат Польши в 2017 году, а также Кубок Польши в 2015 и 2016 годах. В сезоне 2015/2016 года она была лучшим бомбардиром польской лиги, забив 207 голов в 33 матчах.
В 2017 году Кобылиньская переехала в Германию и присоединилась к ТуС Метцингену. В 2019 году она покинула немецкую команду и перебралась во Францию в Брест Бретань. В сезоне 2023-24 годов она перешла в румынский клуб первого дивизиона ЦСМ Бухарест. 
Она принимала участие в играх европейских клубных соревнований с командами из Гдыни, Метцингена и Бреста.

### Карьера в сборной
Кобылиньская играла в юношеских сборных Польши.
За первую сборную Польши она дебютировала 30 марта 2015 года. Принимала участие в чемпионате мира 2015 года, чемпионате Европы 2016 года, чемпионате мира 2017 года, чемпионате мира 2019 года, чемпионате мира 2021 года и чемпионате Европы 2022 года.
В 2023 году была приглашена в сборную для участия в финальной части чемпионата мира 2023 года. 

## Достижения
- Финалист Лиги чемпионов ЕГФ 2021 года
- Чемпион Франции 2021 года
- Обладатель Кубка Франции 2021 года
- Чемпион Польши 2017 года
- Обладатель Кубка Польши 2015 и 2016 года